# Sindangwangi (Bantarkawung)
Sindangwangi is een bestuurslaag in het regentschap Brebes van de provincie Midden-Java, Indonesië. Sindangwangi telt 7701 inwoners (volkstelling 2010).